# Стейсі Кемп
Стейсі Кемп (англ. Stacey Kemp; нар. 25 липня 1988, Престон, Велика Британія) — британська фігуристка, що виступає у парному спортивному фігурному катанні в парі з Девідом Кінгом, з яким є п'ятиразовою чемпіонкою Великої Британії з фігурного катання (2006—10 поспіль), учасники Чемпіонатів світу (найкращий результат 13-те місце у 2009 році) та Європи (вперше увійшли до чільної десятки 2008 року — 6-те місце).
Кемп і Кінг змінили тренерів улітку 2007 року — у теперішній час працюють з багаторазовими чемпіонами Польщі і призерами престижних міжнародних змагань з фігурного катання Доротою та Маріушем Сюдеками. Нині живуть і тренуються в польській Торуні.
У сезоні 2009/2010 змогли кваліфікуватися до олімпійського турніру спортивних пар (Зимові Олімпійські ігри 2010, Ванкувер, Канада), де посіли 16-те місце.

## Спортивні досягнення
(з Кінгом)
| Сезони/Змагання                                    | 2004/2005 | 2005/2006 | 2006/2007 | 2007/2008 | 2008/2009 | 2009/2010 |
| -------------------------------------------------- | --------- | --------- | --------- | --------- | --------- | --------- |
| Зимові Олімпійські ігри                            |           |           |           |           |           | 16        |
| Чемпіонати світу з фігурного катання               |           | 17        | 17        | 15        | 13        |           |
| Чемпіонати Європи з фігурного катання              |           | 11        | 11        | 6         | 11        | 11        |
| Чемпіонати світу з фігурного катання серед юніорів | 11        |           |           |           |           |           |
| Чемпіонати Великої Британії з фігурного катання    | 1J.       | 1         | 1         | 1         | 1         | 1         |
| Етапи Гран-Прі: «Trophee Eric Bompard»             |           |           |           | 8         |           |           |
| Етапи Гран-Прі: «Skate America»                    |           |           |           | 7         |           | 7         |
| Етапи Гран-Прі: «NHK Trophy»                       |           |           | 7         |           | 4         |           |
| Етапи Гран-Прі: «Cup of China»                     |           |           | 9         |           |           |           |
| Турніри: «Nebelhorn Trophy»                        |           |           | 9         | 6         |           | 8         |
| Турніри: «Золотий ковзан Загреба»                  |           |           |           |           | 1         |           |
| Етапи юніорського Гран-прі, Румунія                | 5         |           |           |           |           |           |
| Етапи юніорського Гран-прі, Белград                | 9         |           |           |           |           |           |

- J = юніорський рівень